# Caso extremo
Na engenharia, um caso extremo (ou caso patológico) envolve um problema ou situação que ocorre apenas fora dos parâmetros normais de operação — especificamente um que se manifesta quando várias variáveis ou condições ambientais estão simultaneamente em níveis extremos, mesmo que cada parâmetro individualmente esteja dentro do intervalo especificado referente a ele.
Por exemplo, um alto-falante pode distorcer o áudio, mas somente quando reproduz em volume máximo, com graves maximizados e em um ambiente de alta umidade . Ou um servidor de computador pode não ser confiável, mas apenas com o complemento máximo de 64 processadores, 512 GB de memória e 10.000 usuários conectados. A investigação dos casos extremos é de extrema importância, pois pode fornecer aos engenheiros informações valiosas sobre como os efeitos destes casos podem ser mitigados. No caso de falha do radar automotivo, sua investigação pode possivelmente informar aos engenheiros e investigadores o que pode ter ocorrido e o que pode ser modificado em uma próxima versão do equipamento.
Casos extremos fazem parte do léxico de um engenheiro, especialmente de um engenheiro envolvido em testes ou depuração de um sistema complexo. Eles costumam ser mais difíceis e caros de reproduzir, testar e otimizar porque exigem configurações máximas em múltiplas variáveis. Mesmo assim, são frequentemente menos testados, dada a crença de que poucos usuários do produto, na prática, exercitarão o produto em várias configurações máximas simultâneas. Usuários especialistas de sistemas, portanto, rotineiramente encontram anomalias nessas situações-limite e, em muitos deles, erros.
O termo "caso extremo" surge por analogia física com "situação limite" como uma extensão da metáfora do "envelope de voo" para um conjunto de condições de teste cujos limites são determinados pelas 2n combinações de valores extremos (mínimo e máximo) para o número n de variáveis sendo testadas, ou seja, o espaço total de parâmetros para essas variáveis. Enquanto um caso extremo envolve levar uma variável ao mínimo ou máximo, colocando os usuários em uma situaçao de fadiga dentro do espaço de configuração, um caso extremo envolve fazer isso com múltiplas variáveis, o que colocaria os usuários em um vértice de um espaço de configuração multidimensional.